# Gustav Heinrich Kirchenpauer
Gustav Heinrich Kirchenpauer (Hamburg, 1808. február 2. – Hamburg, 1887. március 3.) német jogász, államférfi és zoológus.  Zoológiai szakmunkákban nevének rövidítése: „Kirchenpauer”.

## Életútja
Jogot tanult Dorpatban és Heidelbergban; azután ügyvédeskedett Hamburgban, ahol 1843-ban szenátor lett. Geffckennel együtt szerkesztették a szenátori emlékiratot (1847) a különbözeti vámrendszer behozatala ellen. A következő évben (1848) a frankfurti ideiglenes kormány bizottsági tagja lett, majd 1851-ben a szövetségi tanácsba követnek választották be. 1868-tól kezdve fölváltva Hamburgnak vagy fő-, vagy alpolgármestere volt. A zoológiát is művelte.